# Maria Teresa Cau
Maria Teresa Cau (Ozieri, 15 agosto 1944 – Ozieri, 6 gennaio 1977) è stata una cantautrice italiana.
Maria Teresa Cau ha realizzato una serie di produzioni musicali di musica folk in sardo logudorese, in parte eseguendo canti popolari ed in parte canzoni scritte da lei stessa. Era solita accompagnarsi con la chitarra.
Nei primi anni 60 con Leonardo Cabizza, il chitarrista Aldo Cabizza ed il fisarmonicista Antonio Ruju formò il Quartetto Logudoro.

## Discografia parziale

### 45 giri
- 1961 - A ninnare a ninnia/Duetto nuorese (Vis Radio, Vi MQN 36703)
- 1961 - Duetto amorosu/Ballo de amore (Vis Radio, Vi MQN 36704)
- 1961 - Augurios parte 1/Augurios parte 2 (Vis Radio, Vi MQN 36705)
- 1962 - Boghes de Utieri/Basci d’amori (Vis Radio, Vi MQN 36745)
- 1964 - Cantu de s'antiga terra/Nostalgia di Gallura (Vis Radio, Vi MQN 36868; con il Quartetto Logudoro)
- 1966 - Deus ti salvet Maria/Dormi amore meu (Vis Radio, Vi MQN 36896)
- Dal 1961 al 1966 registrò con la Vis Radio diversi 45 giri, di seguito i titoli:Muttos modernos, Palchì fai la ritrosa, Bellesa isolana, Sardigna mia, Cantu di Gallura, Primaera in fiori, Cantos a tres boghes, Tres boghes de Nuoro, Beni amore, Fila fila filonzana, S'emigrante, Duetto dispettosu, Canto dei quattro assi, Sias benennida Irene, T'amo tantu, A sos pizzinoss de Sardigna, Sa vida de su bandidu Stocchinu, Cantu de primavera, Cantu de amore, Su bandidu.
- Nel 1972/73 incise con la casa discografica Tirsu: Ave Maria sarda, Su bandidu, Folklore di Sardegna (album).

### Raccolte
- Folclore di Sardegna, Tirsu Lip 323.[1]
- Le grandi voci del folklore della Sardegna, vol. II, 1979.
- Sorrisu de un'istella, Arcinova/Sa Ena, 1992
- Augurios, Tirsu-Sardinia, 1996